# Glossolepis dorityi
Glossolepis dorityi är en fiskart som beskrevs av Allen 2001. Glossolepis dorityi ingår i släktet Glossolepis och familjen Melanotaeniidae. Inga underarter finns listade i Catalogue of Life.